# Titularbistum Maiuca
Maiuca ist ein Titularbistum der römisch-katholischen Kirche.
Es geht zurück auf ein ehemaliges Bistum in der antiken Stadt gleichen Namens in der römischen Provinz Mauretania Caesariensis im Norden von Algerien.
| Titularbischöfe von Maiuca |                             |                                                                          |                  |                  |
| Nr.                        | Name                        | Amt                                                                      | von              | bis              |
| 1                          | Federico Callori di Vignale | Kurienbischof                                                            | 15. Februar 1965 | 22. Februar 1965 |
| 2                          | Costanzo Micci              | Apostolischer Administrator von Fano-Fossombrone-Cagli-Pergola (Italien) | 15. August 1966  | 1. Juni 1973     |
| 3                          | Jan Stefan Gałecki          | Weihbischof in Stettin-Cammin (Polen)                                    | 4. Februar 1974  | 27. April 2021   |
| 4                          | Jewgeni Sinkowski           | Weihbischof in Karaganda (Kasachstan)                                    | 29. Juni 2021    |                  |